# Cucullia argyrina
Cucullia argyrina är en fjärilsart som beskrevs av Achille Guenée 1852. Cucullia argyrina ingår i släktet Cucullia och familjen nattflyn. Inga underarter finns listade i Catalogue of Life.